# Peter Burton
Peter Burton (født 4. april 1921, død 10. november 1989) var en engelsk skuespiller. 
De fleste James Bond-fans forbinder rollen som Q med skuespilleren Desmond Llewelyn, men rollen med navnet Major Boothroyd (Q) blev første gang introduceret med Peter Burton som rolleindehaver i Bond-filmen Dr. No (1962).
Ved indspilningen af efterfølgeren, From Russia With Love (1963), var Peter Burton imidlertid ikke ledig, og derfor gik rollen videre til Desmond Llewelyn, som beholdt rollen frem til sin død i 1999. Dermed optrådte Peter Burton kun i én Bond-film, mens Desmond Llewelyn optrådte i sammenlagt 17 Bond-film.

## Filmografi
- They Were Not Divided (1950) – Minor Role (uncredited)
- What the Butler Saw (1950) – Bill Fenton
- The Wooden Horse (1950) – Nigel
- Tall Headlines (1952) – Graham Moore
- The Stolen Plans (1952) – Dr. Foster
- The Red Beret (1953) – Minor Role (uncredited)
- The Heart of the Matter (1953) – Perrot (uncredited)
- They Who Dare (1954) – Marine Barrett
- The Green Scarf (1954) – Purser
- Three Cases of Murder (1955) – Under Secretary for Foreign Affairs (segment "Lord Mountdrago")
- Value for Money (1955) – Hotel Receptionist (uncredited)
- Johnny, You're Wanted (1956)
- Soho Incident (1956) – Inspector Collis
- The Long Arm (1956) – Creasy
- Reach for the Sky (1956) – Peter / Coltishall Officer (uncredited)
- Child in the Horse (1956) – Howard Forbes (uncredited)
- The Betrayal (1957) – Tony Adams
- Five on a Treasure Island (1957)
- A Night to Remember (1958) – 1st Class Steward (uncredited)
- The Night We Dropped a Clanger (1959) – 2nd Pilot
- Sink the Bismarck! (1960) – Captain (First Destroyer)
- Raising the Wind (1961) – 1st Viola
- Dr. No (1962) – Major Boothroyd
- The Iron Maiden (1962) – Thompson's Salesman
- Lawrence of Arabia (1962) – Sheik in Arab Council (uncredited)
- That Kind of Girl (1963) – Elliot Collier
- Thunderball (1965) – RAF Office in Car (uncredited)
- Berserk! (1967) – Gustavo
- Casino Royale (1967) – Agent (uncredited)
- Amsterdam Affair (1968) – Herman Ketelboer
- Doppelgänger (1969) – Medical Technician (uncredited)
- Hell Boats (1970) – Admiral's Aide
- All the Right Noises (1971) – Stage Manager
- Carry on at Your Convenience (1971) – Hotel Manager
- A Clockwork Orange (1971) – Junior Minister – Minister Frederick's Aid
- The Love Box (1972) – Charles Lambert (Charles and Margery)
- Leopard in the Snow (1978) – Mr. Framley
- The Bitch (1979) – Hotel Night Manager
- Richard's Things (1980) – Colonel
- Inchon (1981) – Adm. Sherman
- The Scarlet and the Black (1983) - D'Arcy Osborne, 12. hertug af Leeds
- The Jigsaw Man (1984) – Douglas Ransom
- The Doctor and the Devils (1985) – kunde
- Number One Gun (1990) – Merlin (sidste filmrolle)